# 66 Andromede
66 Andromede je binarna zvezda v severnem ozvezdju Andromede, blizu severnega roba s Perzejem. Poimenovanje za zvezdo je iz zvezdnega kataloga angleškega astronoma Johna Flamsteeda, ki je bil prvič objavljen leta 1712. Zvezdina združena navidezna magnituda je 6,16, kar je blizu spodnje meje zvezd, ki se še vidijo s prostim očesom pod dobrimi pogoji. Letna paralaksa 183 nam pove, da je zvezda od nas oddaljena 178 svetlobnih let. Mreža radialne hitrosti sistema še ni dobro raziskana, a zdi se, da se k nam bliža s heliocentrično radialno hitrostjo okoli −5 km/s.
Prve opazke spremenljive hitrosti sistema je podal Reynold K. mlajši iz observatorija David Dunlap leta 1945. Ta spektroskopska binarna zvezda z orbitalno periodo 11 dni in ekscentričnostjo 0,19 ima v svojem spektru dve črti. Dve komponenti sta zelo podobni, vsaka ima 7. magnitudo z združeno zvezdno klasifikacijo F4 V, torej par sodi med zvezde glavne veje tipa F. Sistem je star okoli 1,3 milijard let, obe zvezdi pa se počasi vrtita s projektirano rotacijsko hitrostjo okoli 4–5 km/s.